# Kocaeli (provincie)
Provincie Kocaeli je tureckou provincií, nachází se v západní části Malé Asie. Rozloha provincie činí 3 626 km2, v roce 2007 zde žilo 1 437 926 obyvatel. Hlavním městem je İzmit. V provincii žije mnoho obyvatel, kteří nejsou tureckého původu.

## Administrativní členění

Administrativní členění

Kocaeliská provincie se administrativně člení na 7 distriktů:
- Derince
- Gebze
- Gölcük
- İzmit
- Kandıra
- Karamürsel
- Körfez